# Poupée Raynal
Pour les articles homonymes, voir Raynal.
Les poupées Raynal sont une marque de poupées anciennes de luxe, commercialisées entre 1922 et 1974.
Très prisées des collectionneurs, elles ont fait l'objet d'une exposition au musée de la poupée à Paris au début des années 2000.
En plus des poupées Raynal, l'entreprise adjoignit à son catalogue des poupées plus classiques, sous la marque Belinda. La marque Raynal fit l'objet de plusieurs cessions successives, jusqu'en 1979 où elle fut vendue à la société Miro-Meccano, date à laquelle elle cessa d'être exploitée.